# Фредерик VII
Фредерик VII (дат. Frederik 7., 6 октября 1808[…], Амалиенборг, Копенгаген — 15 ноября 1863[…], замок Глюксбург, Шлезвиг-Гольштейн) — король Дании с 1848 года, из династии Ольденбургов.
Фредерик был последним датским королём из династии Ольденбургов и последним абсолютным монархом Дании. Во время своего правления он подписал конституцию, которая учредила парламент и провозгласила страну конституционной монархией.
Был одним из самых популярных датских королей. Причина тому была не только в том, что он отказался от абсолютизма, но и в его личных качествах. Он был близким к народу и неподдельно искренним, простым и в то же время величавым монархом; во время своих путешествий по Дании общался с простыми людьми.

## Происхождение
Фредерик родился в Копенгагене, во дворце Амалиенборг. Его родителями был король Дании Кристиан VIII и Шарлотта Фридерика Мекленбургская. По материнской линии его дедушкой был Фридрих Франц I Мекленбургский, а бабушкой — Луиза Саксен-Готская.

## Браки
Первые два брака закончились разводом. С 1828 по 1834 годы был женат на двоюродной сестре, принцессе Вильгельмине Марии, дочери царствовавшего короля Фредерика VI. В 1841—1846 годах Фредерик был женат на принцессе Каролине Марианне Мекленбург-Стрелицкой.
В 1850 году вступил в морганатический брак с бывшей танцовщицей Луизой Расмуссен, часто называемой графиней Даннер (дат. grevinde Danner). Брак оказался счастливым, несмотря на негодование среди знати и буржуазии. Луиза уравновешивала несдержанный характер Фредерика, привила способность трезво оценивать происходящее. Она также способствовала поддержанию его популярности, образуя живую связь между престолом и народом. Вместе со своим бывшим женихом Карлом Берлингом она оказывала значительное влияние на политику короля.

## Годы до царствования
Детство Фредерика протекло в ненормальных условиях, вследствие развода его родителей. Отец его был всецело погружён в свои крайне разносторонние интересы. Мачеха, несмотря на личные достоинства и доброе желание, не сумела примениться к сложной натуре пасынка и приобрести на него влияние.
В 1826 году Фредерика, не достигшего ещё 18-летнего возраста, помолвили с его сверстницей и родственницей Вильгельминой и отправили в продолжительную заграничную поездку с целью пополнения его образования. Фредерик поселился в Женеве, где его окружили целым штатом преподавателей. Быстро усваивая содержание бесед, во время экскурсий и прогулок, Фредерик скучал за учебниками. Любовь к свободе вообще была его второй натурой, а его давили строгим придворным регламентом, требовали от него отчёта в каждом шаге. Немало усложняла задачу воспитателей и рано развившаяся во Фредерике чувственность, которая ещё более ослабила его и без того слабую волю. Сильно давала знать себя и страсть принца порисоваться, блеснуть, хотя бы в ущерб правде; маленькие сначала преувеличения мало-помалу разрастались у него в невероятные выдумки, которые при частом повторении до того овладевали его фантазией, что становились для него непреложной истиной.
В 1828 году вернулся на родину, где вскоре за тем и был обвенчан со своей невестой. Он оказался плохим семьянином. Военный дух, господствовавший в последний период царствования Фредерика VI, был ему крайне не по душе. Он по-прежнему тяготел к свободной жизни, к общению с природой, охоте, рыбной ловле, прогулкам верхом, раскопкам древних курганов, и ему трудно было усидеть дома. Недовольный поведением его, король-тесть, по соглашению с отцом, отправил его вроде как бы в ссылку в Исландию; брак был расторгнут по обоюдному желанию супругов.
Через 4 месяца Фредерика, однако, вернули и назначили командиром пехотного полка, с пребыванием в городе Фредерисии. Здесь принц провёл 5 лет, довольствуясь обществом местных офицеров, чиновников и бюргеров и не стесняя себя в выборе временных подруг жизни. С восшествием на престол отца, жизнь его снова круто изменилась. Он был назначен командующим войсками, стал принимать участие в заседаниях «государственного совета» и в 1841 году, по настоянию отца, вступил в новый брак с принцессой Марианной Мекленбург-Стрелицкой. Этот брак также оказался неудачным, хотя принц и выказывал жене большую преданность: супруги слишком мало гармонировали друг с другом. В 1846 году брак был расторгнут, и принц окончательно подпал влиянию своей любовницы Луизы Расмуссен.

## Правление
Когда Фредерик наследовал трон 20 января 1848 года, то столкнулся с требованием принятия конституции. Король согласился с требованием неохотно и лишь под давлением Луизы Расмуссен и Берлинга. 28 января вышел королевский указ о предстоящем введении конституции во всех областях королевства. 5 июня 1849 года был обнародован «Основной закон» (т. н. Июньская конституция 1849 года), установивший свободную форму правления, взамен абсолютизма, державшегося почти 200 лет. Дания стала ограниченной монархией с двухпалатным парламентом (ригсдагом), всеобщим избирательным правом (для мужчин, достигших 30 лет) при выборах в нижнюю палату (фолькетинг), но с правительством, ответственным перед королём.

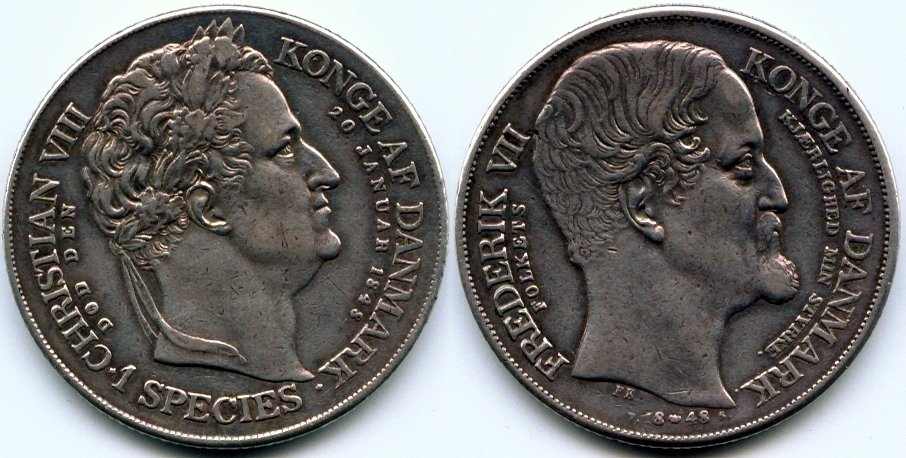
1 ригсдалер специес 1848 год — датская памятная монета по поводу смерти короля Кристиана VIII и восшествия на престол короля Фредерика VII

В марте 1848 года в Шлезвиг-Гольштейне произошло восстание, было создано временное правительство, провозгласившее отделение от Дании и объявившее ей войну. В апреле 1848 по просьбе восставших в войну против Дании вступила Пруссия, стремившаяся к присоединению Шлезвиг-Гольштейна.
Во время датско-немецкой войны 1848—1850 годов Фредерик проявил себя как национальный лидер и почитался почти как герой войны, несмотря на то, что никогда не принимал активного участия в сражениях. Перемирие, заключённое в 1850 году, предусматривало возвращение Шлезвиг-Гольштейна, роспуск временного правительства и отмену его декретов, а также вывод прусских войск.
В целом во время правления Фредерик вёл себя как конституционный монарх, однако иногда позволял себе вмешиваться в политику. В 1854 году участвовал в падении крайне консервативного кабинета премьер-министра Андерса Сандё Эрстеда, а в 1859—1860 годы поддерживал либеральное правительство Карла Эдварда Ротвитта, который был назначен на должность премьера по инициативе Луизы Расмуссен.
Дарование конституции, сравнительно счастливый исход войны с Пруссией и подавление восстания в Шлезвиг-Гольштейне окружили короля небывалым ореолом; общественное мнение ставило его выше всех его предшественников, приписывая ему одно хорошее. По-видимому, самые события способствовали его зрелости: он выучился сдерживаться и своей сдержанностью и простотой привлекал сердца народа. Министры, однако, никогда не могли быть уверены в искренности его поддержки, он в любую минуту мог изменить им и отдаться совершенно противоположному течению.
Правление Фредерика отмечено некоторыми политическими и экономическими реформами, такими как демонтаж стен вокруг Копенгагена и введение свободы торговли и ремесла в 1857 году. В 1850-х годах появились первые частные банки.
Постоянные споры вокруг вопроса о Шлезвиг-Гольштейне и требования немцев о неприсоединении Шлезвига к Дании привели к принятию изменений в конституцию для соответствия её международной политической ситуации, что вызвало разочарование в Дании. Либералы способствовали ужесточению политики в отношении немцев, что привело к датско-прусско-австрийской войне в 1864 году. Король искренне поддерживал этот курс и незадолго до своей смерти готовился подписать новую конституцию (т. н. Ноябрьская конституция).
Фредерик был трижды женат и вдобавок имел несколько любовных связей, детей у него не было. То обстоятельство, что у него не было потомков, стало причиной избрания в 1852 году наследником принца Кристиана Глюксбургского — потомка по материнской линии датского короля Фредерика VI. После смерти Фредерика VII в 1863 году принц Кристиан вступил на престол под именем Кристиана IX.
Невоздержный образ жизни, которому предавался Фредерик, и от которого не могла удержать его даже третья его жена, сравнительно быстро подточил его здоровье. Один из часто случавшихся с Фредериком припадков рожистого воспаления принял смертельный оборот. 15 ноября 1863 года он скончался в Глюксбурге, где занимался приготовлениями к войне.
Через два дня после смерти Фредерика была принята единая конституция Дании и герцогства Шлезвиг, что привело к началу войны Дании с Пруссией и Австрией.
4 октября 1841 года был награждён орденом Святого апостола Андрея Первозванного.

## Реформатор Датского масонства
Фредерик VII был посвящён в масонство в 1827 году во время пребывания в Женеве. В 1839 году он в присутствии своего отца Кристиана VIII, вошёл в датскую масонскую ложу «Марии к трём сердцам» в Оденсе.
В 1855 году он реформировал масонство в Дании, заменив ранее принятую исправленную систему Шведской системой. С 1858 по 1863 годы он был великим мастером Великой земельной ложи Дании, (Den Danske Store Landsloge), которая была им переименована в Датский орден вольных каменщиков. 11 апреля 1853 года он стал рыцарем шведского ордена Карла XIII, который зарезервирован для масонов.